# Ahmed Abba
Ahmed Abba est un journaliste camerounais et correspondant du service de diffusion en langue haoussa de Radio France internationale. Il a été détenu pour son reportage sur Boko Haram, incarcéré au Cameroun pendant 876 jours et libéré à Yaoundé le 22 décembre 2017.

## Carrière
Selon RFI, le média pour lequel il travaillait, le reportage d'Abba portait sur le mouvement des réfugiés, l'asile politique et l'amnistie, l'assimilation et la société. Son répertoire comprenait également des écrits sur le mouvement de Boko Haram en Afrique de l’Ouest, ainsi que sur son territoire, ses stratégies et ses croyances, et surtout, les attaques terroristes.

## Jugement
Abba a été arrêté en route après une conférence de presse à Maroua, au Cameroun, après avoir rencontré un gouverneur local le 30 juillet 2015. Emmené dans la capitale nationale, il a été arrêté et s'est vu refuser l'avocat jusqu'au 19 octobre, soit presque trois mois après son arrestation. Un article de presse note également que la déclaration légale d'Abba n'a pas été enregistrée avant le 13 novembre.

## Libération
Le 22 décembre 2017, Abba a été libéré de la prison de Yaoundé dans laquelle il était détenu depuis près de 29 mois. Sa libération a été accueillie avec soulagement et fierté par les journalistes et les défenseurs de la liberté de la presse dans le monde entier,.

## Prix et reconnaissance
Le 16 décembre 2017, le Comité pour la protection des journalistes  récompense Abba du Prix international de la liberté de la presse lors de son congrès annuel à New York,.